# Periakty
Periakty – dekoracje w formie graniastosłupa o podstawie trójkąta. Na ścianach bryły umieszczano inne dekoracje. Przez obrót dookoła osi możliwa była szybka zmiana tła rozgrywanego dramatu (komedii, tragedii). Stosowane były w teatrach greckich okresu hellenistycznego.